# Consorti dei sovrani castigliani
Segue una lista delle consorti dei sovrani di Castiglia.

## Contesse di Castiglia

### Fernán González
| Immagine | Nome                       | Padre                      | Nascita | Matrimonio | Divenne Consorte | Cessò di essere Consorte | Morte        | Consorte            |
| -------- | -------------------------- | -------------------------- | ------- | ---------- | ---------------- | ------------------------ | ------------ | ------------------- |
|          | Sancha Sanchez di Pamplona | Sancho I Garcés di Navarra | -       | c.932      | c.932            | 944 marito imprigionato  | dicembre 959 | Ferdinando Gonzales |

### Ansúrez
| Immagine | Nome           | Padre | Nascita | Matrimonio | Divenne Consorte                      | Cessò di essere Consorte                   | Morte | Consorte        |
| -------- | -------------- | ----- | ------- | ---------- | ------------------------------------- | ------------------------------------------ | ----- | --------------- |
|          | Gontroda Nuñez | -     | -       | -          | c.944 nomina del marito come reggente | c.947 deposizione del marito come reggente | -     | Ansur Fernández |

### Fernán González
| Immagine | Nome                       | Padre                           | Divenne Consorte                            | Cessò di essere Consorte                            | Consorte di          |
| -------- | -------------------------- | ------------------------------- | ------------------------------------------- | --------------------------------------------------- | -------------------- |
|          | Sancha Sanchez di Pamplona | Sancho I Garcés di Navarra      | 947 circa, quando suo marito tornò al trono | dopo il 4 dicembre 959, anno della sua morte        | Ferdinando Gonzales  |
|          | Urraca Garces di Pamplona  | García I Sánchez di Navarra     | prima del 5 marzo 964                       | prima del 1º marzo 970, anno della morte del marito | Ferdinando Gonzales  |
|          | Ava di Ribagorza           | Raimondo II, conte di Ribagorza | dopo il 970                                 | 995, anno della morte del marito                    | García Fernández     |
|          | Urraca Gómez               | Gómez Díaz, Conte di Saldaña    | 995                                         | 1017, anno della morte del marito                   | Sancho Garcés        |
|          | Sancha I di León           | Alfonso V di León               | novembre o dicembre 1032                    | 4 settembre 1037, anno in cui diviene regina        | Ferdinando I di León |

## Regine di Castiglia

### Jimènez
| Immagine | Nome                 | Padre                                          | Nascita   | Matrimonio                  | Divenne Consorte                                                         | Cessò di essere Consorte                | Morte                                 | Consorte     |
| -------- | -------------------- | ---------------------------------------------- | --------- | --------------------------- | ------------------------------------------------------------------------ | --------------------------------------- | ------------------------------------- | ------------ |
|          | Sancha I di León     | Alfonso V di León (dinastia Asturiana-Leonese) | 1013      | novembre o dicembre 1032    | 18 ottobre 1035 ascesa del marito                                        | 24 giugno 1065 morte del marito         | 27 novembre 1067                      | Ferdinando I |
|          | Alberta              | -                                              | -         | tardo 1070 o primo 1071     | tardo 1070 o primo 1071                                                  | 7 ottobre 1072 morte del marito         | -                                     | Sancho II    |
|          | Agnese d'Aquitania   | Guglielmo VIII di Aquitania (Ramnulfidi)       | 1059      | fra il 1072 e il 1074       | 7 ottobre 1072 ascesa del marito or tardo 1073/principio 1074 matrimonio | dopo il 22 maggio 1077 divorzio o morte | 1077 o 1093 o dopo il 1109            | Alfonso VI   |
|          | Costanza di Borgogna | Roberto I di Borgogna (Borgogna)               | 1045      | dicembre 1079 o maggio 1080 | dicembre 1079 o maggio 1080                                              | fra il 25 luglio e il 25 ottobre 1093   | fra il 25 luglio e il 25 ottobre 1093 | Alfonso VI   |
|          | Berta                | -                                              | -         | dicembre 1094 o aprile 1095 | dicembre 1094 o aprile 1095                                              | 1099 o 1100                             | 1099 o 1100                           | Alfonso VI   |
|          | Isabella             | -                                              | -         | prima del 14 maggio 1100    | prima del 14 maggio 1100                                                 | dopo il 14 maggio 1107                  | dopo il 14 maggio 1107                | Alfonso VI   |
|          | Beatrice             | -                                              | -         | aprile o maggio 1108        | aprile o maggio 1108                                                     | 1º luglio 1109 morte del marito         | -                                     | Alfonso VI   |
|          | Alfonso I d'Aragona  | Sancho Ramírez di Aragona (Jiménez)            | 1073/1074 | ottobre 1109                | ottobre 1109                                                             | 1115 matrimonio annullato               | 7 settembre 1134                      | Urraca       |

### Borgogna
| Immagine | Nome                                                            | Padre                                              | Nascita           | Matrimonio                           | Divenne Consorte                     | Cessò di essere Consorte             | Morte                                | Consorte                    |
| -------- | --------------------------------------------------------------- | -------------------------------------------------- | ----------------- | ------------------------------------ | ------------------------------------ | ------------------------------------ | ------------------------------------ | --------------------------- |
|          | Berengaria di Barcellona                                        | Raimondo Berengario III di Barcellona (Barcellona) | 1116              | novembre 1128                        | novembre 1128                        | fra il 15 e il 31 gennaio 1149       | fra il 15 e il 31 gennaio 1149       | Alfonso                     |
|          | Richenza di Polonia                                             | Ladislao II l'Esiliato (Piast)                     | 1130/1140         | fra ottobre e dicembre 1152          | fra ottobre e dicembre 1152          | 21 agosto 1157 morte del marito      | 16 giugno 1185                       | Alfonso                     |
|          | Bianca di Navarra regina di Nájera o regina minore di Castiglia | García IV Ramírez di Navarra (Jiménez)             | 1137              | 30 gennaio 1151                      | 30 gennaio 1151                      | 12 agosto 1156                       | 12 agosto 1156                       | Sancho III                  |
|          | Eleonora d'Inghilterra                                          | Enrico II d'Inghilterra (Plantageneti)             | 13 ottobre 1162   | settembre 1177                       | settembre 1177                       | 5 ottobre 1214 husband's death       | 31 ottobre 1214                      | Alfonso VIII                |
|          | Mafalda del Portogallo                                          | Sancho I del Portogallo (Borgogna)                 | 1194/7            | prima del 29 agosto 1215             | prima del 29 agosto 1215             | 1216 matrimonio annullato            | 1 maggio 1256                        | Enrico I                    |
|          | Beatrice di Svevia                                              | Filippo di Svevia (Hohenstaufen)                   | marzo/maggio 1205 | novembre 1219                        | novembre 1219                        | 5 novembre 1235                      | 5 novembre 1235                      | Ferdinando III di Castiglia |
|          | Giovanna di Dammartin                                           | Simone di Dammartin (Dammartin)                    | 1220              | prima del 20 novembre 1237           | prima del 20 novembre 1237           | 30 maggio 1252 morte del marito      | 16 marzo 1279                        | Ferdinando III di Castiglia |
|          | Violante d'Aragona                                              | Giacomo I d'Aragona (Barcellona)                   | 1236              | 26 dicembre 1246                     | 30 maggio 1252 ascesa del marito     | 4 aprile 1284 morte del marito       | 1301                                 | Alfonso X                   |
|          | Maria di Molina                                                 | Alfonso di Molina (Anscaridi)                      | 1264/1265         | luglio 1281/1282                     | 4 aprile 1284 ascesa del marito      | 25 aprile 1295 morte del marito      | 1 luglio 1321                        | Sancho IV                   |
|          | Costanza del Portogallo                                         | Dionigi del Portogallo (Borgogna)                  | 3 gennaio 1290    | 23 gennaio 1302                      | 23 gennaio 1302                      | 7 settembre 1312 morte del marito    | 18 novembre 1313                     | Ferdinando IV               |
|          | Costanza Manuel                                                 | Don Juan Manuel (Anscaridi)                        | 1315–1323         | 28 novembre 1325                     | 28 novembre 1325                     | 1327 o 1328 matrimonio annullato     | 13 novembre 1345                     | Alfonso XI                  |
|          | Maria del Portogallo                                            | Alfonso IV del Portogallo (Borgogna)               | 9 febbraio 1313   | fra il 24 giugno e il settembre 1328 | fra il 24 giugno e il settembre 1328 | 26 o 27 marzo 1350morte del marito   | 18 gennaio 1357                      | Alfonso XI                  |
|          | Bianca di Borbone                                               | Pietro I di Borbone (Borbone)                      | fine 1339         | 1353                                 | 1353                                 | fra il 14 maggio e il 31 luglio 1361 | fra il 14 maggio e il 31 luglio 1361 | Pietro I                    |

### Trastámara
| Immagine | Nome                    | Padre                                  | Nascita         | Matrimonio           | Divenne Consorte                 | Cessò di essere Consorte          | Morte            | Consorte    |
| -------- | ----------------------- | -------------------------------------- | --------------- | -------------------- | -------------------------------- | --------------------------------- | ---------------- | ----------- |
|          | Giovanna Manuele        | Don Juan Manuel (Anscarici)            | 1339            | 27 luglio 1350       | 23 marzo 1369 ascesa del marito  | 29 maggio 1379 morte del marito   | 27 marzo 1381    | Enrico II   |
|          | Eleonora d'Aragona      | Pietro IV d'Aragona (Barcellona)       | 20 gennaio 1358 | 18 June 1375         | 29 maggio 1379 ascesa del marito | 13 agosto 1382                    | 13 agosto 1382   | Giovanni I  |
|          | Beatrice del Portogallo | Ferdinando I del Portogallo (Borgogna) | 9 dicembre 1372 | 17 maggio 1383       | 17 maggio 1383                   | 9 ottobre 1390 morte del marito   | 8 marzo 1408     | Giovanni I  |
|          | Caterina di Lancaster   | Giovanni (Lancaster)                   | 31 marzo 1373   | 17 settembre 1388    | 9 ottobre 1390 ascesa del marito | 25 dicembre 1406 morte del marito | 2 giugno 1418    | Enrico III  |
|          | Maria d'Aragona         | Ferdinando I d'Aragona (Trastámara)    | 1396            | 1418 o 4 agosto 1420 | 1418 o 4 agosto 1420             | 18 febbraio 1445                  | 18 febbraio 1445 | Giovanni II |
|          | Isabella del Portogallo | Giovanni d'Aviz (Aviz)                 | 1428            | 22 luglio 1447       | 22 luglio 1447                   | 20 luglio 1454 morte del marito   | 15 agosto 1496   | Giovanni II |
|          | Giovanna del Portogallo | Edoardo I del Portogallo (Aviz)        | 20 marzo 1439   | 21 maggio 1455       | 21 maggio 1455                   | 1468 matrimonio annullato         | 12 dicembre 1475 | Enrico IV   |

Sia Ferdinando II d'Aragona, marito di Isabella I di Castiglia, che Filippo I di Castiglia, marito di Giovanna di Castiglia, furono entrambi incoronati quali sovrani di Castiglia e dunque non si possono considerare consorti.

### Asburgo
| Immagine | Nome                    | Padre                           | Nascita         | Matrimonio     | Divenne Consorte | Cessò di essere Consorte | Morte          | Consorte |
| -------- | ----------------------- | ------------------------------- | --------------- | -------------- | ---------------- | ------------------------ | -------------- | -------- |
|          | Isabella del Portogallo | Manuele I del Portogallo (Aviz) | 24 ottobre 1503 | 11 maggio 1526 | 11 maggio 1526   | 1º maggio 1539           | 1º maggio 1539 | Carlo I  |

Nel 1556 tutti i regni spagnoli si uniscono in quella che oggi è conosciuta come la Spagna, quindi Maria I d'Inghilterra, quale moglie di Filippo II di Spagna è considerata come la prima regina consorte di Spagna.